# جغتو (هزاره)
جغتو یکی از قبیله‌های بزرگ مردم هزاره در افغانستان است که بیشتر از ولسوالی جغتو ولایت غزنی هستند.

## نام
نام «جغتو» برگرفته از کلمهٔ ترکی «جغتای» است که احتمال می‌رود مرتبط با «خانات جغتای» باشد.